# بيتر بيرنستاين
بيتر بيرنستاين (بالإنجليزية: Peter Bernstein)‏ هو مؤلف موسيقى تصويرية وملحن أمريكي، ولد في 10 أبريل 1951 في نيويورك في الولايات المتحدة.

## وصلات خارجية
- بيتر بيرنستاين على موقع IMDb (الإنجليزية)
- بيتر بيرنستاين على موقع ميوزك برينز (الإنجليزية)
- بيتر بيرنستاين على موقع ديسكوغز (الإنجليزية)
- بيتر بيرنستاين على موقع قاعدة بيانات الفيلم (الإنجليزية)